# 石本茂
石本 茂（いしもと しげる、女性、1913年9月6日 - 2007年10月10日）は、日本の女性政治家、看護師。自由民主党参議院議員（4期）。日本赤十字社富山県支部赤十字病院救護看護婦養成所卒業。石川県小松市出身。

## 来歴・人物
救護看護婦養成所卒業後、看護師となり、戦後は厚生省国立病院課看護係長、国立がんセンター初代総婦長などを経て、1965年の参議院議員選挙に全国区から無所属で立候補し初当選。5年後に自民党に入党。党内では福田赳夫→安倍晋太郎派に属し、1984年11月から1985年12月まで史上3人目の女性閣僚として第2次中曽根改造内閣の環境庁長官を務めた。
1986年4月の春の叙勲で勲七等から勲一等に叙され、瑞宝章を受章する。
1989年政界引退。1995年に北國文化賞、2001年にはフローレンス・ナイチンゲール記章を受章。
2007年10月10日、老衰のため金沢市内の老人福祉施設で死去した。94歳没。喪主は同姓同名の孫（男性）が務めた。